# Ilha de São Vicente (Cabo Verde)
| São Vicente                 |                                                |
| Localização de São Vicente  |                                                |
| Gentílico: São-vicentino(a) |                                                |
| Maior centro urbano         | Cidade do Mindelo, cerca de 62.970 habitantes. |
| Concelhos                   | São Vicente                                    |
| Área                        | 227 km²                                        |
| População                   | 76 107 (2010)                                  |
| Grupo                       | Ilhas de Barlavento                            |
| Elevação máxima             | 774 m, Monte Verde                             |
| Coordenadas                 | 16° 36' N e 16º 55' N 24° 34' W e 25º 04' W    |
| Mapa de São Vicente         |                                                |
| Descoberta                  | em [[22 de janeiro de 1462]] por Diogo Gomes.  |
| Cód. CGN-CV                 | 2                                              |

São Vicente (em crioulo: Sanvicente ou Soncente) é a segunda ilha mais populosa de Cabo Verde, localizada no grupo do Barlavento, a noroeste do arquipélago. O canal de São Vicente separa-a da vizinha ilha de Santo Antão. O Aeroporto Internacional Cesária Évora localiza-se a sul da cidade do Mindelo, o principal centro urbano da ilha e a segunda maior cidade do país, onde se concentra grande parte da população da ilha, que no seu todo conta com 74 136 habitantes. Mindelo é frequentemente considerada ilha cultural de Cabo Verde.
A ilha, de aspecto árido, tem na pesca, no turismo e na exploração do seu movimentado porto de mar ― o Porto Grande ― as suas principais fontes de receita.
São Vicente tem muitos pratos típicos, muitos deles tendo o marisco por base. Para além da célebre "cachupa", pontificam o "arroz de cabidela de marisco à Dadal" e o "guisado de percebes" a feijoada.
São Vicente é também conhecida pelo Festival Internacional de Música da Baía das Gatas ― realizado no primeiro fim-de-semana de lua cheia do mês de Agosto ― e por ser a terra natal da célebre cantora Cesária Évora.

## Geografia
ilha de São Vicente tem uma superfície de 227 km². Mede 24 km de leste a oeste e 16 km de norte a sul. É a sétima maior ilha de Cabo Verde (ou a quarta menor).
Embora seja de origem vulcânica, a ilha é relativamente plana, especialmente a área central, a zona leste do Calhau e a zona norte da Baía das Gatas. O ponto mais alto da ilha é o Monte Verde com 774 m de altitude. Outras elevações importantes são o Monte Cara ― assim chamado por fazer lembrar um rosto humano olhando o céu (488 m no pico do "queixo", 480 m na ponta do "nariz", estando a maior elevação da formação montanhosa no pico de Fateixa, mais a oeste, com 571 m), o conjunto Madeiral/Topona (675 m e 699 m, respectivamente) e Tope de Caixa (535 m).

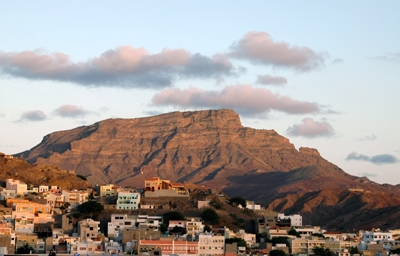
O Monte Verde é a maior elevação da ilha

Apesar da forte erosão, são ainda bem visíveis algumas crateras de vulcões como é o caso do vulcão Viana, no leste da ilha, e a própria baía do Porto Grande.
A área urbana do Mindelo localiza-se na zona noroeste. As praias de areia branca da Baía das Gatas, Calhau e São Pedro são muito frequentadas. A ilha está quase totalmente despida de vegetação, tendo sido efectuado um trabalho de plantação de acácias nas zonas mais planas, como ao longo da ribeira de São Pedro (entre o Mindelo e o aeroporto em São Pedro), na Ribeira de Vinha e na zona interior de Salamansa. O sucesso destas plantações tem sido muito limitado.
O clima é tropical seco, rondando os 24 °C de temperatura média do ar. A temperatura da água do mar oscila, durante o ano, entre os 12 °C e os 25 °C. Há duas estações: de Novembro a Julho decorre a estação seca e é quando sopram os ventos alísios; de Agosto a Outubro é a "estação das chuvas", embora a precipitação seja na realidade baixa.

## História

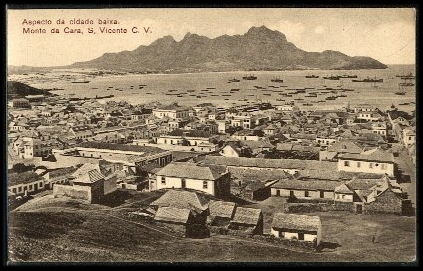
Mindelo no início do século XX.

Descoberta no dia de São Vicente (22 de Janeiro) de 1462, pelo navegador português Diogo Gomes, escudeiro do infante D. Fernando, a quem ficou pertencendo por doação de D. João II, o rei seu tio. A ilha foi inicialmente outorgada aos Duques de Viseu que, porém, não procederam à sua ocupação, situação que se manteve depois de, por herança, São Vicente ter passado para a propriedade do rei D. Manuel I.
Mercê da endémica falta de água, a ilha ficou, por muitos e muitos anos, relegada à humilde condição de simples campo de pastagem do gado de alguns proprietários da vizinha ilha de Santo Antão.
São Vicente seria a última das ilhas do arquipélago a ser povoada. Foi só em 1838, quando se estabeleceu um depósito de carvão para abastecimento dos navios em rota pelo Atlântico na baía do Porto Grande, que a população se começou a fixar, fundando-se a cidade do Mindelo. Com a expansão do vapor, na segunda metade do século XIX, São Vicente teve um surto de desenvolvimento, com diversos depósitos de carvão ingleses em actividade e dezenas de navios a alcançarem o porto de Mindelo para se reabastecerem.

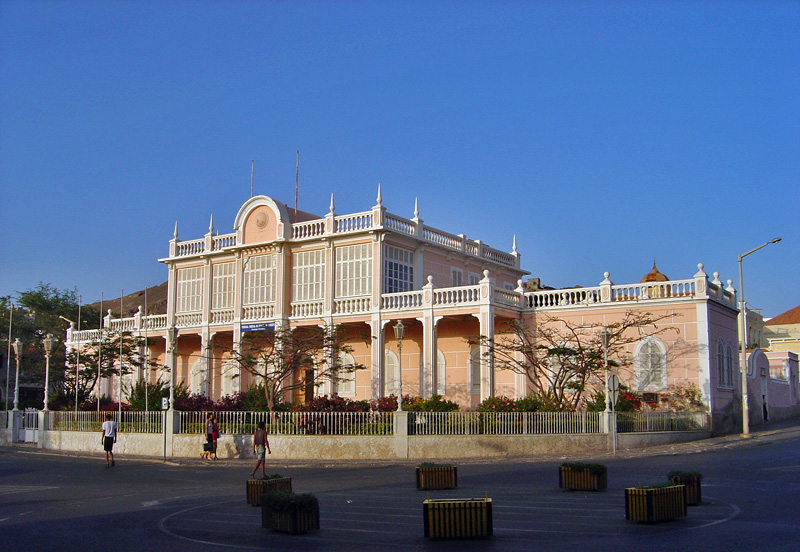
Antigo Palácio do Governador, Palácio do Povo após a independência

A ilha tornou-se escala obrigatória a meio do Atlântico para navios de todo o mundo e marinheiros de muitas nacionalidades confraternizavam nas tabernas e cafés do Mindelo. Por essa altura, a cidade tornou-se um centro cultural importante e cosmopolita onde a música, a literatura e o desporto eram cultivados. Chegou mesmo a aventar-se a hipótese de se transferir a capital de Cabo Verde para o Mindelo.
O ciclo durou apenas algumas décadas, pois com a substituição, no início do século XX, do carvão pelo diesel como combustível dos navios, o importante porto perdeu a sua preponderância, sendo substituído pelas Canárias e por Dacar. Mais tarde, a ilha ganhou novo fôlego como ponto de ligação transatlântica de cabos submarinos de telégrafo. Em 1874 foram amarrados os cabos submarinos da Western Telegraph Company (atual Cable & Wireless), ligando a Praia da Matiota, na ilha de São Vicente, à Madeira e depois ao Brasil. Em 1886, Cabo Verde ficou também ligado à África e à Europa através de cabo submarino.
Do período áureo, a cidade do Mindelo conserva um centro histórico relativamente bem preservado, onde predomina a arquitectura de estilo colonial, sendo um bom exemplo o Palácio do Governador. O Liceu Ludgero Lima (antigo Liceu Nacional de Cabo Verde e Liceu Central Infante D. Henrique),  inaugurado em 1856,  teve enorme importância no desenvolvimento da consciência nacional cabo-verdiana, tendo lá estudado muitos dos obreiros da independência nacional, incluindo Amílcar Cabral e o actual Presidente da República Jorge Carlos Fonseca.

## Demografia

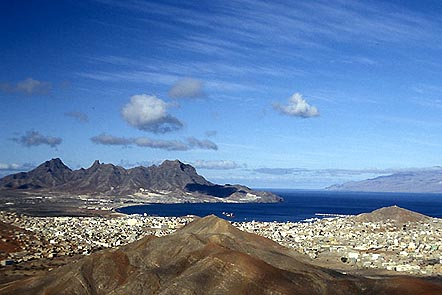
Vista da cidade do Mindelo na baía do Porto Grande.

A população de São Vicente é, pelo censo de 2000, 67.163 habitantes, sendo que a população rural se fica pelas 4.174 pessoas. A ilha de São Vicente é, pois, a ilha mais urbana de Cabo Verde, sendo a taxa de urbanização de 97%, bem superior à média nacional que é de 54%. A densidade populacional é de 296 habitantes por quilómetro quadrado.

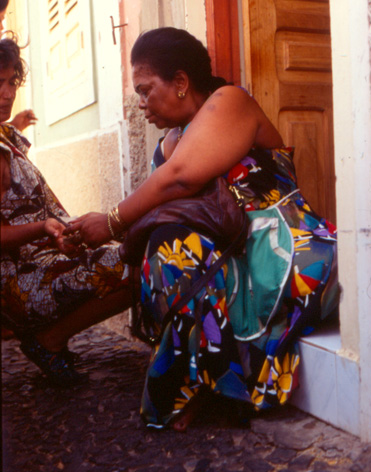
Cesária Évora tem como origem São Vicente.

A taxa anual de crescimento demográfico é de cerca de 2,7%, superior também à nacional (2,4%). A esperança de vida é de 62 anos para os homens e de 65 anos para as mulheres, em evidente contraste com a esmagadora maioria dos outros países africanos, onde a esperança média de vida não vai além dos 56 anos. A taxa de mortalidade infantil é também relativamente baixa: 46 por cada 1000 nascidos.
A população da ilha de São Vicente é maioritariamente jovem, pois 66% da população tem menos de 30 anos, enquanto a população com 60 anos ou mais perfaz 8,6%. Existem perto de 16 mil agregados familiares residentes em São Vicente, com uma média de 4 pessoas por agregado, ligeiramente abaixo da média nacional que é de 5 pessoas. 56% das famílias vivem em casa própria e 30% em casas arrendadas.
Cerca de 11% das famílias de São Vicente possuem automóvel, contra 7,4% a nível nacional. Ainda, segundo o censo de 2000, São Vicente é a segunda ilha com maior proporção de agregados familiares com nível de conforto médio, alto ou muito alto (58%). 7,7% têm um nível de conforto muito alto, praticamente o dobro da média nacional que é de 4%, mas aquém da ilha do Sal (8,8%).
Para além do português, língua oficial, o crioulo cabo-verdiano é usado no dia-a-dia pela grande maioria da população de São Vicente. Existe uma variante local do crioulo cabo-verdiano, o Kriol, que serve de referência para todas as ilhas do Barlavento.

## Subdivisões
A ilha de São Vicente faz parte do concelho homónimo que inclui também a vizinha ilha de Santa Luzia (desabitada). O concelho de São Vicente é constituído por uma única freguesia: Nossa Senhora da Luz. O "Dia do Município" é 22 de Janeiro, comemorando a data em que a ilha foi descoberta.
A freguesia é por seu lado dividida em zonas, geralmente sediadas na localidades homónimas. Além da cidade do Mindelo, outras localidades assinaláveis do concelho incluem a Baía das Gatas, Calhau, Salamansa e a aldeia piscatória de São Pedro.

## Economia

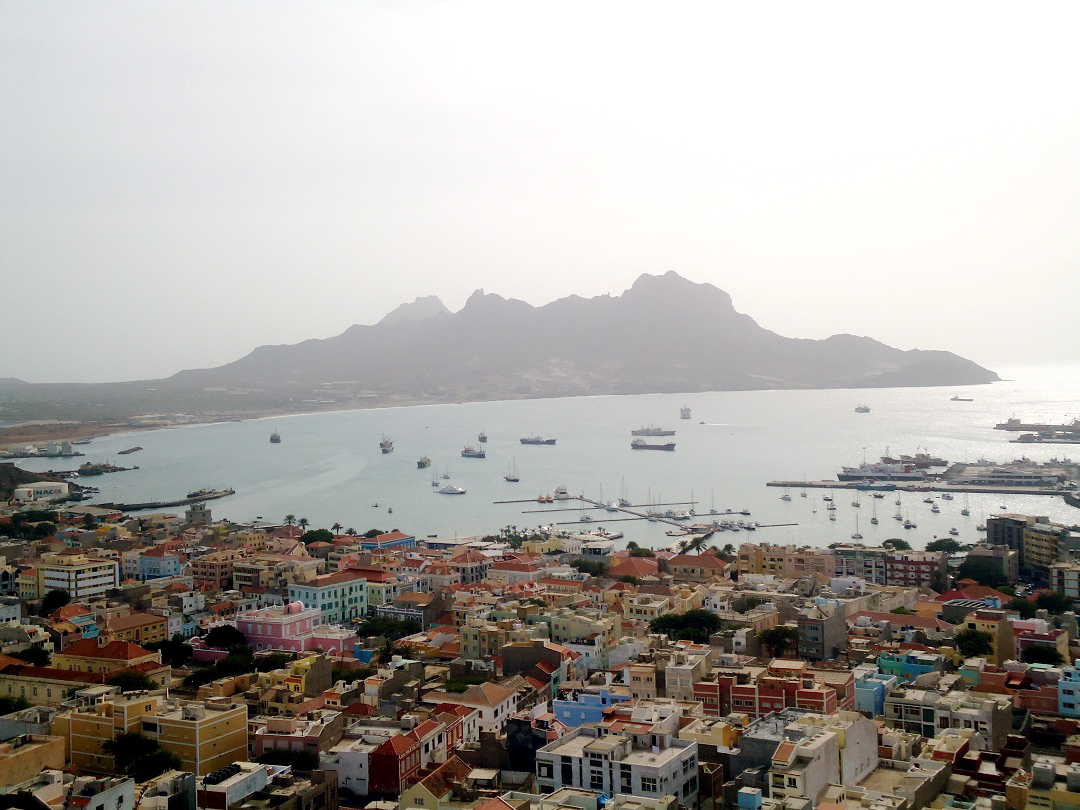
Vista parcial do Mindelo e da baía do Porto Grande com o Monte Cara ao fundo

A economia da ilha sempre se baseou quase exclusivamente no comércio e nos serviços. Devido à falta de chuva, a agricultura é de subsistência. A pesca tem alguma relevância, mas apresenta condições para ser uma actividade de maior importância, não só pelas capturas ― nomeadamente de lagosta ―, mas também pelas indústrias derivadas: conservas, seca e salga de peixe e construção naval.
O Porto Grande é o principal porto de Cabo Verde, por onde passam grande parte das importações do país. Está dotado de um terminal de contentores e de instalações de frio e silos que possibilitam a actividade de transbordo de cargas. Existe também uma moderna central de dessalinização da água do mar para consumo público e estaleiros navais.
No sector industrial, a ilha apresenta abundância de mão-de-obra, se bem que pouco qualificada, resultado do êxodo de habitantes de outras ilhas para São Vicente. Cerca de 27% da população empregada exerce profissões sem grande qualificação. Empregados altamente qualificados ― nomeadamente os quadros superiores de empresas e da administração pública e os que exercem funções de gestão e direcção ― não chegam a 2% das profissões exercidas. Destaca-se, no entanto, uma maior participação das mulheres são–vicentinas nos lugares de decisão quando se compara com a média nacional.
Segundo o censo de 2000, São Vicente é a ilha que apresenta a maior taxa de desemprego do país ― 23 % ― enquanto a média nacional se fica pelos 17%. O desemprego afecta mais as mulheres do que os homens. O parque industrial da ilha ― Zona Industrial do Lazareto ― concentra diversas unidades fabris, essencialmente de investimento estrangeiro, nas actividades de calçado, confecções e transformação de pescado.
Nos últimos anos, o Centro Nacional de Artesanato do Mindelo tem vindo a apoiar os artesãos locais, nomeadamente na produção e comercialização de peças de cerâmica, artigos feitos de cascas de coco e colares de conchas e pedras.

São Vicente tem uma grande tradição ao nível do desporto, visto terem sido daqui que muitas modalidades se espalharam para as restantes ilhas. O windsurf, por exemplo, conta aqui com excelentes condições. A praia de São Pedro é considerada uma das melhores para a prática do windsurf, como têm constatado muitos campeões mundiais da modalidade. 

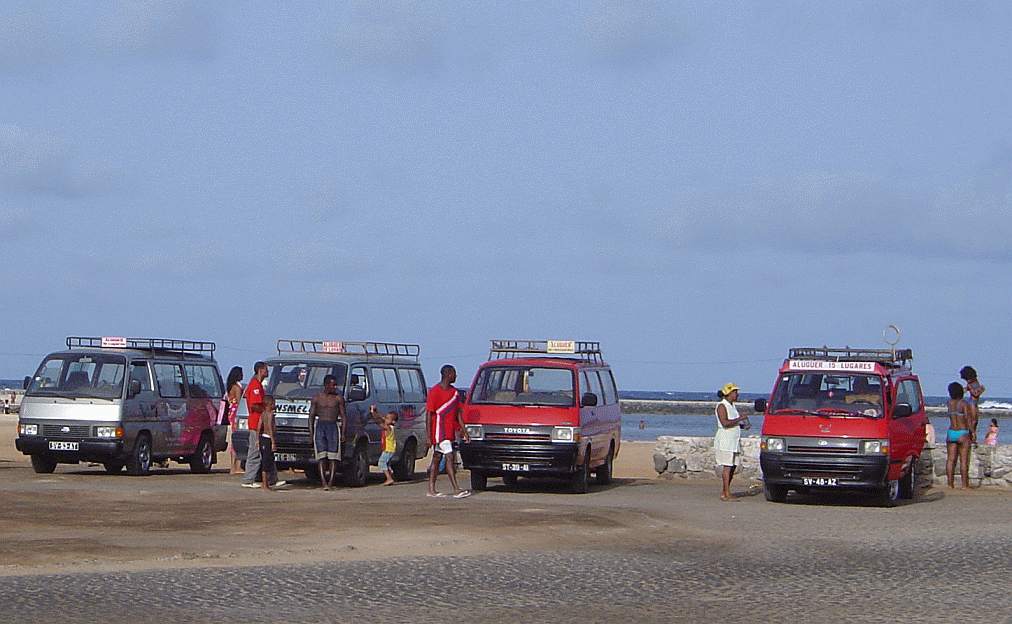
Carrinhas de aluger, na Baía das Gatas

O ciclismo, os passeios a pé e a cavalo são boas formas para conhecer a ilha. A marca inglesa na ilha ainda hoje é reconhecível, nomeadamente no golfe. São Vicente dispõe de um campo de golfe, sem relva, com 18 buracos.
Por estas razões, o turismo apresenta óptimas perspectivas de crescimento na ilha de São Vicente, tal como no resto do arquipélago de Cabo Verde.
As ligações entre as diversas localidades da ilha são asseguradas por um sistema de transportes públicos onde operam cinco empresas privadas: Transcor.SA, Transporte Morabeza, Transporte Alegria, Amizade, Sotral e Automindelo. No entanto, especialmente para as localidades mais distantes da cidade do Mindelo, nomeadamente Baía das Gatas, Calhau, São Pedro e Salamansa, é usual o recurso ao sistema de aluguer de carrinhas e autocarros.

## Educação
54% da população de São Vicente tem como nível de instrução o chamado Ensino Básico Integrado (seis anos de escolaridade) e 24% tem estudos secundários. O analfabetismo é ainda elevado, afectando 19% da população com idade superior ou igual a 14 anos, se bem que abaixo da média nacional que é de 25%.

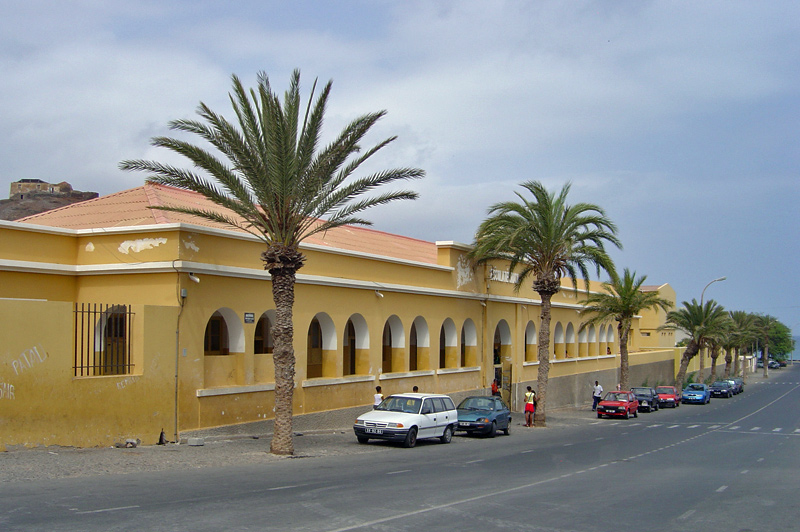
Escola Técnica

A situação do ensino em São Vicente é a seguinte (dados relativos ao ano lectivo 2002-2003):
- Ensino Pré-Escolar: 25 jardins-de-infância, na sua maioria de carácter particular, comportavam cerca de 2.600 crianças com idade compreendida entre 1 e 6 anos.
- Ensino Básico Integrado (1.º ano ao 6.º ano): 11 mil alunos distribuídos por 225 salas de aula e com um efectivo de 379 docentes.
- Ensino Secundário (7.º ano ao 12.º ano): 8 mil alunos distribuídos por 146 salas de aula e com 384 professores.
- Ensino Superior: São Vicente é a ilha que possui a maior proporção de indivíduos com escolaridade superior (1,7% contra 1,1% a nível nacional). Existe um campus da Universidade de Cabo Verde ― a Escola do Mar ― e dois privados ― o Instituto Superior de Ciências Económicas e Empresariais (ISCEE)[4] e o Instituto de Estudos Superiores Isidoro da Graça (IESIG).

O sector privado tem demonstrado uma grande dinâmica na área da educação, inclusive as instituições religiosas que ministram ensino nos níveis pré–escolar, ensino básico e ensino superior. A expansão do ensino superior, verificada nos últimos anos, com a criação de novas instituições, constitui uma valorização do sector da educação, proporcionada pelas oportunidades geradas pelo desenvolvimento da ilha e do país.

## Saúde

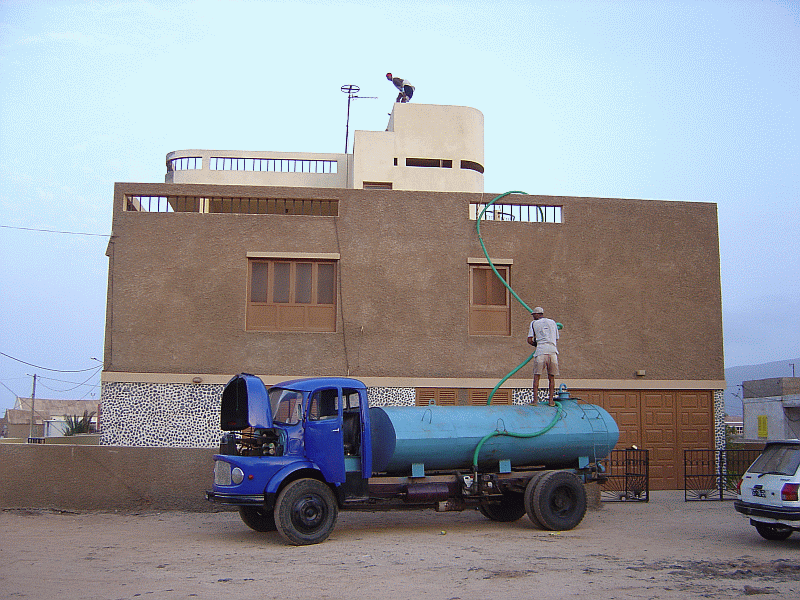
Autotanque para fornecimento de água potável, na Baía das Gatas, São Vicente

### Sistema de saúde
O sistema de saúde da ilha tem beneficiado de grandes progressos nas últimas duas décadas, graças não só aos investimentos do governo, mas também como resultado das relações de cooperação com alguns municípios e instituições portuguesas, nomeadamente da Câmara Municipal de Oeiras e da Fundação Calouste Gulbenkian. Graças a essa  cooperação, nos últimos anos o Hospital Baptista de Sousa, de São Vicente, passou a dispor de um serviço completo de cardiologia e de uma unidade de cuidados intensivos, ambos modernamente equipados. Para além do hospital central, há na ilha ainda dois centros de saúde, uma delegacia de saúde, três unidades sanitárias de base e dois centros do Programa Materno-Infantil e de Planeamento Familiar (PMI-PF).

### Agua potável e esgotos
Cerca de metade das famílias da ilha tem acesso a água potável através da rede pública, proporção superior à média nacional que é de apenas 25%. A população não ligada às redes de distribuição abastece-se principalmente através de autotanques. São Vicente é a ilha com maior cobertura da rede de esgotos de que já beneficiam 45,1% dos agregados familiares. Em 2005, estavam em fase de conclusão diversos projectos que visam a ligação à rede de esgotos dos bairros mais carenciados, contribuindo decisivamente para a saúde pública.

## Cultura
São Vicente foi sempre uma ilha fértil em actividades de diversão culturais. A sua noite é famosa pelos seus bares animados com música ao vivo, nos quais por exemplo se iniciou a carreira de Cesária Évora. Além da música, na cultura são-vicentina destacam-se áreas como o teatro e a literatura. Eventos anuais têm grande destaque, como Carnaval, o Mindelact (Festival Internacional de Teatro) e as festividades de Fim de Ano.